# Disc horari

Un disc d'aparcament francès

Un disc horari  o disc d'aparcament  és un tipus de computador lliscant que es fa servir com a base d'un sistema per permetre l'aparcament lliure de pagament, durant un temps limitat (normalment entre una i dues hores), mitjançant un disc lliscant o disc rellotge que mostra l'hora en què s'ha aparcat el vehicle. Antigament en alguns casos "computava" automàticament l'hora límit d'estada sense pagament, indicant "hora d'arribada" i "hora de sortida", però ha estat anul·lat a la majoria de països.

## Zona blava
A la majoria de països d'Europa, rep la qualificació de Zona blava la zona que està regida per la regulació abans esmentada, és a dir:
| « | "Zona on es permet l'aparcament lliure de pagament, durant un temps limitat (normalment entre una i dues hores)". | » |

Una patrulla d'agents d'estacionament pot inspeccionar el disc per comprovar si s'ha passat del temps autoritzat, i posar la denúncia en cas afirmatiu. El sistema és comú a molts països d'Europa.
Exemple
Hora d'arribada Temps d'aparcament
Matí: 08:00 - 14:00; 1 hora
Tarda: 16:0 - 20:00; 1 hora
Tot i que la definició del reglament europeu està ben clara, fa uns anys que a molts municipis de l'estat espanyol han passat a definir Zona blava com una zona on es pot aparcar amb un sistema de pagament per franja de temps, que es paga a amb metàl·lic o targeta a uns terminals (o parquímetres) situats cada certa distància al mateix carrer. Aquests terminals emeten un rebut o justificant que cal deixar a un lloc visible a l'interior del cotxe a la part frontal (p.e.: parabrisa, tauler d'instruments).